# Hedychium venustum
Hedychium venustum là một loài thực vật có hoa trong họ Gừng. Loài này được Wight mô tả khoa học đầu tiên năm 1853.